# 울산중앙초등학교
울산중앙초등학교는 대한민국 울산광역시 남구에 있는 공립 초등학교이다.

## 학교 연혁
- 1972. 03. 01 울산중앙초등학교 김영한 초대교장 취임
- 1972. 03. 11 울산중앙초등학교 개교(20)학급
- 1986. 03. 14 병설유치원 개원(2학급)
- 2001. 03. 01 특수학급 인가(1학급 편성)
- 2002. 03. 01 기초질서 연구학교 지정(울산광역시교육청, 2년간)
- 2005. 02. 19 제33회 졸업 167명(졸업생 총수 12,606명)
- 2007. 03. 01 교원평가 시범학교 운영
- 2007. 03. 01 24학급 편성(특수학급 1포함), 유치원 2학급
- 2008. 02. 19 제36회 졸업 128명 (졸업생 총수 13006명)
- 2008. 03. 01 24학급 편성(특수학급 2포함), 유치원 2학급
- 2008. 03. 01 울산광역시 교원 능력 개발 평가 시범학교 지정(1/1)
- 2008. 05. 14 울산광역시 과학지원센터 개소
- 2009. 01. 30 울산광역시 강남교육청 Wee center(청소년 상담지원센터) 개소
- 2009. 02. 20 제37회 졸업(13,116명)
- 2009. 03. 01 20학급 편성(특수학급 2포함)
- 2010. 02. 20 제38회 졸업(13,224명)
- 2010. 03. 01 22학급 편성(특수학급 2포함)
- 2011. 02. 17 제39회 졸업 112명(13,336명)
- 2011. 03. 01 24학급 편성(특수학급 2포함), 유치원 2학급
- 2012. 02. 17 제40회 졸업 100명(13,436명)
- 2012. 09. 01 제16대 박용수 교장 취임
- 2013. 02. 21 제41회 졸업 65명(13,501명)
- 2013. 03. 01 19학급 편성(특수학급 2포함), 유치원 2학급
- 2014. 02. 21 제42회 졸업 89명 (졸업생 총수 13,590명)
- 2014. 03. 01 18학급 편성(특수학급 2포함), 유치원 2학급
- 2015. 02. 17 제43회 졸업 65명(졸업생 총수 13,655명)
- 2015. 03. 01 17학급편성(특수학급1 포함), 유치원 2학급

## 참고 자료
- 울산중앙초등학교 - 한국교육학술정보원 학교알리미